# Џует (Охајо)
Џует (енгл. Jewett) град је у америчкој савезној држави Охајо.

## Демографија
По попису из 2010. године број становника је 692, што је 92 (-11,7%) становника мање него 2000. године.
| Група             | 2000.       | 2010.       |
| Белци             | 772 (98,5%) | 669 (96,7%) |
| Афроамериканци    | 0 (0,0%)    | 2 (0,3%)    |
| Азијати           | 0 (0,0%)    | 0 (0,0%)    |
| Хиспаноамериканци | 1 (0,1%)    | 1 (0,1%)    |
| Укупно            | 784         | 692         |